# عایده الکاشف
عایده الکاشف (انگلیسی: Aida El-Kashef؛ زادهٔ ۱۹۹۰) بازیگر، کارگردان و فمینیسم اهل مصر است.
وی در سال ۲۰۱۴ برنده جایزه ملی فیلم بهترین بازیگر نقش مکمل زن در کشور هند شده‌است.